# Nat King Cole & Me
Nat King Cole & Me é o quinto álbum de estúdio do cantor e compositor estadunidense Gregory Porter, lançado em 2017. No álbum, Porter interpreta canções anteriormente gravadas por Nat King Cole, lendário cantor de jazz norte-americano, ou composições próprias inspiradas no universo discográfico deste. O álbum foi lançado pelo selo Blue Note Records em parceria com a Decca Records, sendo amplamente aclamado pela crítica especializada. Porter, por sua vez, cita Cole como "uma parte importante de sua infância e uma influência em sua carreira".

## Antecedentes
Porter passou a se interessar pela música de Nat King Cole ainda criança em Bakersfield, Califórnia, na década de 1970. Sua mãe era uma pregadora da Igreja Batista e comandava um lar sem a presença do marido. Aos seis anos de idade, Porter compôs uma canção que performou para sua mãe. Ela teria dito: "Filho, você se parece com Nat King Cole." A reação de sua mãe o motivou a revirar a coleção de música da família, onde encontrou vários álbuns de Cole.
Porter teve a ideia de produzir um álbum em tributo a Cole cerca de 25 anos antes da realização do projeto, mas passou a planejar seriamente a gravação um ano antes do lançamento. Porter afirma que compartilhou a ideia com Natalie Cole durante um concerto no Royal Albert Hall, em Londres, e que a cantora havia apoiado totalmente a ideia.
A seleção de repertório e arranjo levou de quatro a seis meses da produção do álbum: "A seleção das faixas foi mais difícil porque Nat King Cole tem uma discografia tão ampla que tivemos de resumi-la e escolher. Outro desafio foi conter minhas emoções, literalmente foi um sonha se realizando, me senti muito bem." Entre as canções escolhidas pelo álbum estavam "I Wonder Who My Daddy Is", uma canção gravada originalmente por Freddy Cole - irmão do homenageado - e "When Love Was King", anteriormente gravada no álbum Liquid Spirit. O álbum foi gravado no AIR Studios, em Londres, Inglaterra, com arranjos de Vince Mendoza. Porter contou com o apoio de uma orquestra de 70 instrumentos, sendo a primeira gravação artista com uma orquestra completa.

## Lista de faixas
| N.º | Título                     | Duração |  |
| 1.  | "Mona Lisa"                | 4:19    |  |
| 2.  | "Smile"                    | 4:18    |  |
| 3.  | "Nature Boy"               | 3:45    |  |
| 4.  | "L-O-V-E"                  | 2:09    |  |
| 5.  | "Quizas, Quizas, Quizas"   | 4:31    |  |
| 6.  | "Miss Otis Regrets"        | 4:31    |  |
| 7.  | "Pick Yourself Up"         | 3:12    |  |
| 8.  | "When Love Was King"       | 7:44    |  |
| 9.  | "The Lonely One"           | 4:34    |  |
| 10. | "Ballerina"                | 2:54    |  |
| 11. | "I Wonder Who My Daddy Is" | 3:48    |  |
| 12. | "The Christmas Song"       | 3:46    |  |

## Créditos
- Gregory Porter – vocal principal
- Terence Blanchard – trompete (faixas 4 e 15)
- Christian Sands – piano
- Reuben Rogers – baixo
- Ulysses Owens – percussão
- Vince Mendoza – arranjos

## Desempenho nas tabelas musicais
| Tabela musical (2017) | Melhor posição |
| --------------------- | -------------- |
| Escócia (OCC)         | 3              |
| Reino Unido (OCC)     | 3              |